# Heterosaphanus
Heterosaphanus is een kevergeslacht uit de familie van de boktorren (Cerambycidae). De wetenschappelijke naam van het geslacht werd voor het eerst geldig gepubliceerd in 1914 door Aurivillius.

## Soorten
Heterosaphanus is monotypisch en omvat slechts de volgende soort:
- Heterosaphanus mimeticus Aurivillius, 1914